# مدرک دانشگاهی

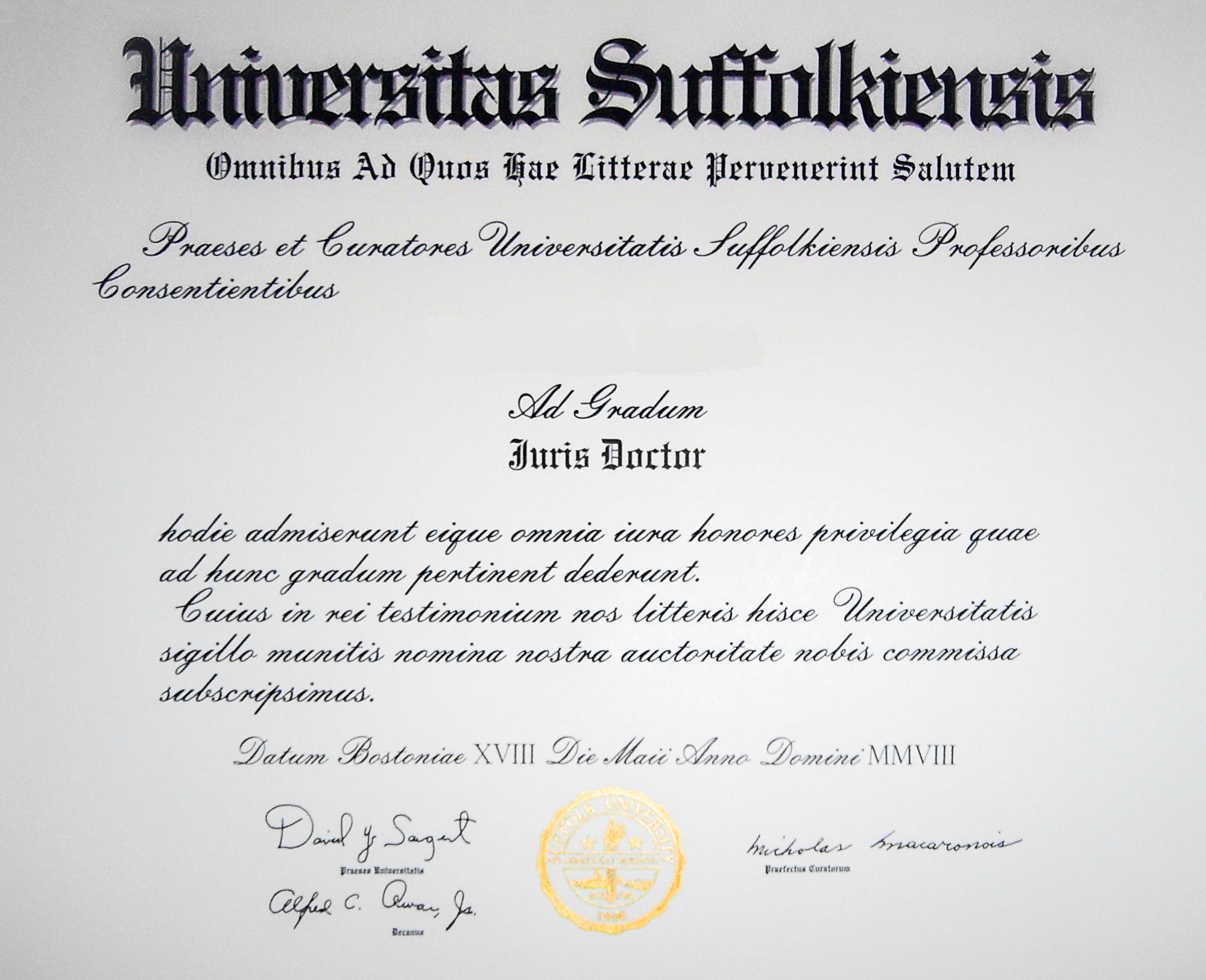
نگاره‌ای از یک نوع مدرک فارغ‌التحصیلی دانشگاهی

مدرک دانشگاهی به گواهی‌نامه‌ای از یک دانشکده یا یک دانشگاه گفته می‌شود که معمولاً همراه با عنوان یا موقعیتی خاص به گیرنده اعطا می‌شود. این گواهی‌نامه اغلب برای تایید اتمام موفقیت آمیز یک یا چند واحد درسی معین شده برای دانشجو یا برای نشان دادن تلاش و فعالیت درخور دانشجو با حد گواهی مورد نظر، به وی اعطا می‌شود. امروزه این گواهی‌نامه‌ها، اغلب شامل گواهی کاردانی، گواهی کارشناسی، گواهی کارشناسی ارشد و گواهی دکترا می‌باشند.

## تاریخچه

### دکترا، فوق لیسانس و لیسانس
مدرک دکترا (به لاتین: doceo) برای اولین بار در اروپای قرون وسطی به عنوان مجوز برای تدریس (لاتین: licentia docendi) در یک دانشگاه قرون وسطی ظاهر شد. ریشه‌های آن را می‌توان در کلیسای اولیه جستجو کرد، زمانی که اصطلاح «دکتر» به حواریون، پدران کلیسا و دیگر مقامات مسیحی که کتاب مقدس را تعلیم و تفسیر می‌کردند، اشاره داشت.